# 喬希·泰蒙
乔舒亚·刘易斯·泰蒙（英語：Joshua Lewis Tymon，1999年5月22日—）是英格蘭的一位職業足球運動員，在場上的位置是後衛。現效力於英冠球隊斯旺西。他在12歲時加入赫尔城，並在15歲時就成為赫尔城U18隊的常規成員。

## 球會生涯

### 赫尔城
2015/16球季，泰蒙開始在球隊U21參賽及與一隊進行訓練。2016年1月30日英格蘭足總盃對贝里的比賽首次職業上場並踢了80分鐘，球隊以3-1取勝晉級。2016年11月19日英超聯賽在光明球場對桑德兰的比賽，他首次在職業聯賽上場，球隊以3-0戰敗。2017年1月7日足總盃對斯旺西城比賽，他以替補身份上場並打進首顆職業生涯進球，助球隊以2-0取勝。

### 斯托克城
2017年7月5日，泰蒙拒絕了赫尔城開出的合約，自由身轉投斯托克城並簽約五年。他在2017年8月23日英格蘭足球聯賽盃對罗奇代尔一戰首次代表新球會上場並以4-0取勝。之後他在球會未能獲得更多比賽機會，使他在2018年1月30日被外借到米爾頓凱恩斯至季末。他在效力米爾頓凱恩斯期間上場9次，但球隊最終仍需降級至來季英格蘭足球乙級聯賽。2018/19球季，他回到斯托克城，但整個球季他只在聯賽上場一次，該比賽是1月26日對普雷斯顿，泰蒙表現不佳且在半場完場前被換下。季後他表示他對於未能進一隊感到不開心。
2019年7月17日，泰蒙同意外借至葡超球會法馬利康一個賽季，當時球隊主教練若昂·佩德罗·索萨為他在赫尔城時的助教。8月3日他首次代表球會在葡萄牙聯賽盃上場參加以2-0輸給高維拿體育會的比賽，一星期後聯賽首場比賽對辛達卡拉，他亦有上場亦助球隊以2-0取勝。他在葡萄牙球會共有5次聯賽上場記錄，但在2019年12月被斯托克城召回。回到英格蘭後，2020年1月31日對德比郡的比賽，他取代受傷的般奴·馬田斯·恩迪首發上場，結果球隊以4球大敗。直到2020年7月22日聯賽閉幕日他才獲得另一次聯賽上場機會，這次他是以替補身份參加對诺丁汉森林的比賽，他在賽中交出兩助攻使球隊以4-1取勝。20/21球季，泰蒙成為了教練米高·奧尼爾的常規球員，在各項比賽共上場29次及曾出任不同位置。
2021年8月21日對诺丁汉森林的比賽，泰蒙打進首顆職業進球使球隊以1-0小勝。同年12月他與球會續約三年半。他是球隊整個21/22賽季的主力成員，在各項比賽共上場49次，助球隊以第14名完成聯賽。

## 國家隊生涯
2016年1月，泰蒙首次獲英格蘭U17徵召，並在2月5日阿爾加維錦標賽對葡萄牙U17賽事首次上場。另外對德國U17和荷蘭U17的賽事他亦有上場比賽。2017年6月，他被提升至英格蘭U20參加土倫盃國際足球錦標賽。

## 榮譽
英格蘭U20
- 土倫盃國際足球錦標賽：2017[32]